# Günter Straßmeir

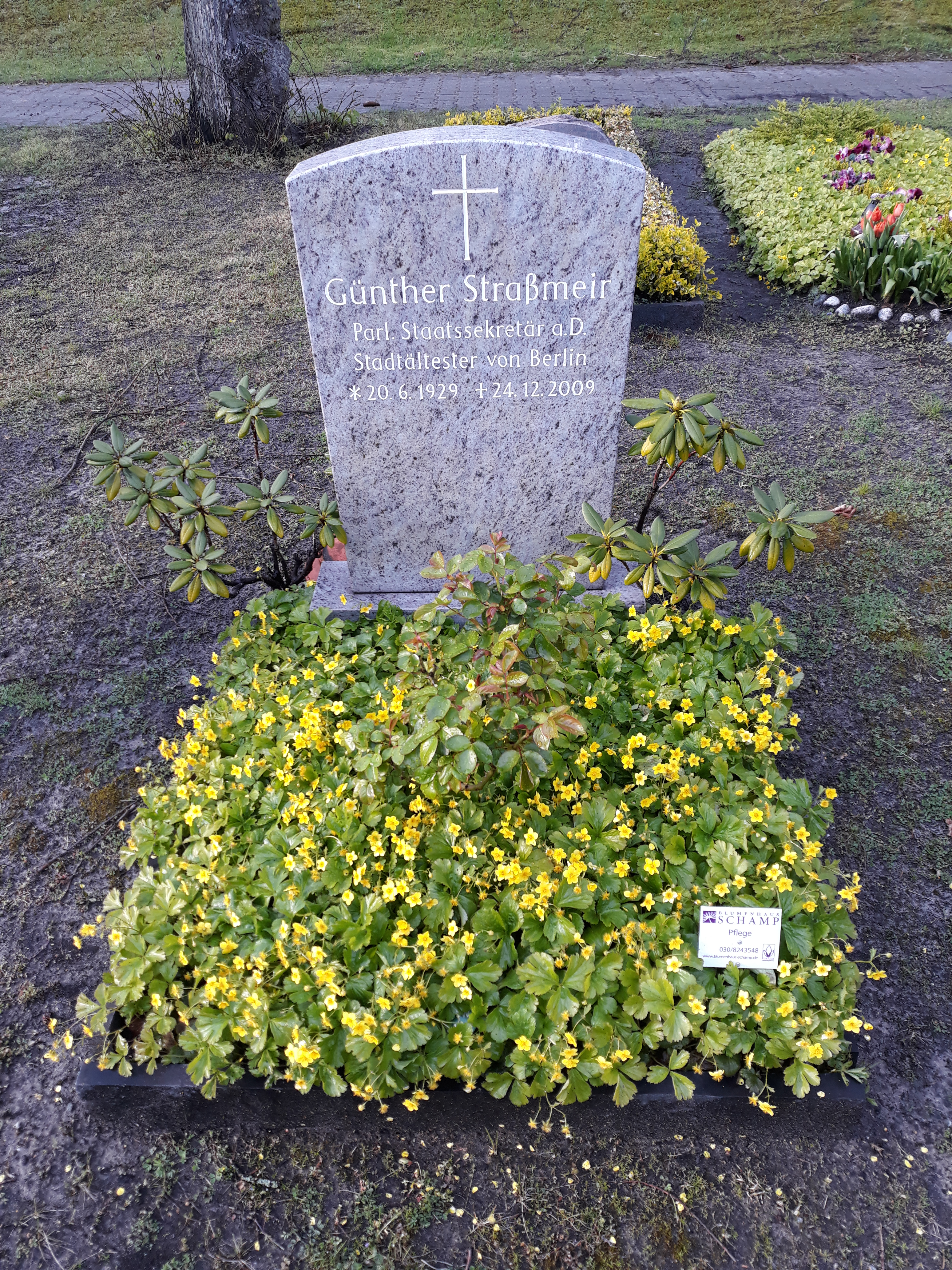
Das Grab von Günter Straßmeir auf dem Friedhof Wilmersdorf in Berlin

Günter Straßmeir (* 20. Juni 1929 in Röthenbach bei Sankt Wolfgang; † 24. Dezember 2009 in Büdingen) war ein deutscher Politiker (CDU).
Er war von Oktober 1989 bis Dezember 1990 Parlamentarischer Staatssekretär beim Bundeskanzler und Bevollmächtigter der Bundesregierung in Berlin.

## Leben und Beruf
Nach dem Abitur im Jahre 1947 absolvierte Straßmeir ab 1950 ein Studium der Politikwissenschaft an der Deutschen Hochschule für Politik in Berlin, das er 1954 mit dem Diplom abschloss. Anschließend war er dort als wissenschaftlicher Assistent tätig und trat 1955 in den öffentlichen Dienst beim Senator für Inneres des Landes Berlin ein.
Günter Straßmeir war verheiratet und hatte drei Kinder. Zu seinen Söhnen zählen der Politiker Alexander Straßmeir und Andreas Straßmeir, um den es Gerüchte einer Beteiligung an den Bombenanschlag auf das Murrah Federal Building in Oklahoma City gab.

## Partei
Straßmeir engagierte sich ab 1956 in der CDU. Von 1969 bis 1979 war Straßmeir Vorsitzender des Kreisverbandes Berlin-Wilmersdorf und von 1981 bis 1985 zunächst Generalsekretär des Landesverbandes Berlin der CDU, ab 1986 sein stellvertretender Vorsitzender.

## Abgeordneter
Straßmeir war von 1972 bis 1990 Mitglied des Deutschen Bundestages. Hier war er von 1982 bis 1989 Vorsitzender der Arbeitsgruppe Verkehr der CDU/CSU-Bundestagsfraktion. Er war stets als Berliner Abgeordneter in den Bundestag eingezogen.
Vom 11. Januar 1991 bis 30. November 1995 war Straßmeir Mitglied des Abgeordnetenhauses von Berlin.

## Öffentliche Ämter
Straßmeir war von 1965 bis 1971 Bezirksstadtrat für Finanzen und Wirtschaft und von 1971 bis 1972 Bezirksstadtrat für Volksbildung des Bezirks Berlin-Wilmersdorf.
Nach dem Tod von Lieselotte Berger wurde Straßmeir am 26. Oktober 1989 als deren Nachfolger zum Parlamentarischen Staatssekretär beim Bundeskanzler und Bevollmächtigter der Bundesregierung in Berlin in der von Bundeskanzler Helmut Kohl geführten Bundesregierung ernannt. Mit der Auflösung der Dienststelle zum 31. Dezember 1990 schied auch Straßmeir aus dem Amt.
Am 18. Oktober 1998 wurde ihm der Ehrentitel „Stadtältester von Berlin“ verliehen.